# Milton (New Hampshire)
Milton è un comune degli Stati Uniti d'America facente parte della contea di Strafford nello stato del New Hampshire.